# Mitteldeutsches Eisenbahn- und Spielzeugmuseum

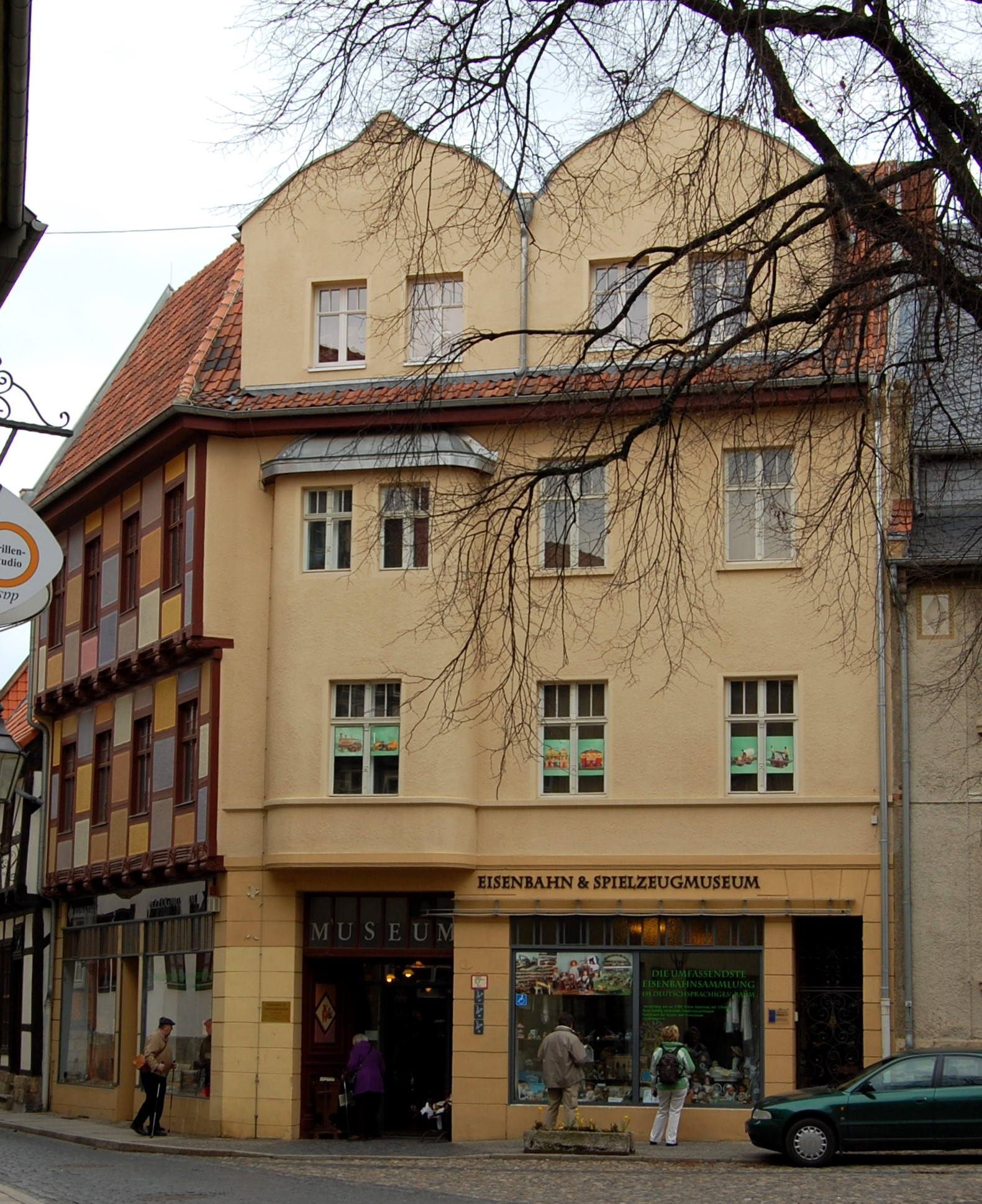
Mitteldeutsches Eisenbahn- und Spielzeugmuseum

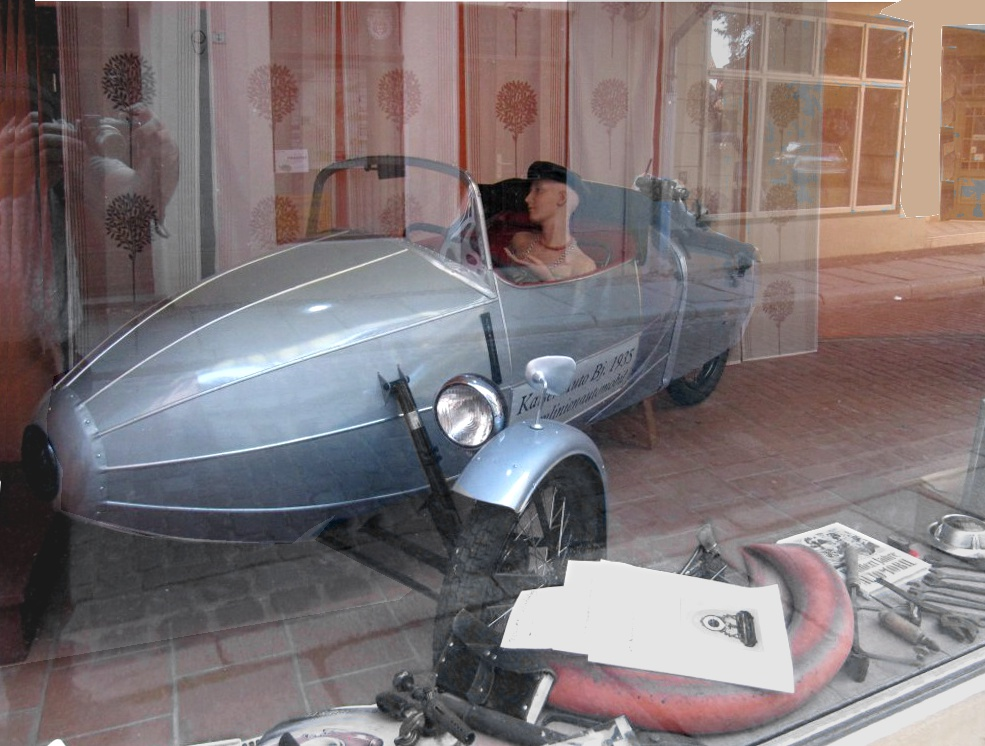
Im Schaufenster stand früher der letzte bekannte Kaiser von 1935

Das Mitteldeutsche Eisenbahn- und Spielzeugmuseum ist ein Spezialmuseum in Quedlinburg im Landkreis Harz in Sachsen-Anhalt.

## Beschreibung
Auf einer Ausstellungsfläche von etwa 500 m² werden rund 3000 Ausstellungsobjekte präsentiert. Das sind Puppen, Puppenstuben, Puppenhäuser und Kaufmannsläden, Blechspielzeuge, Dampfmaschinen, Militärspielzeug, Kinderbücher und Spiele. Historische Modelleisenbahnen der Spuren I, 0, S und H0, vor allem von Märklin, aber auch ausländische Modelleisenbahnen, durchqueren dazugehörige Landschaften. Zu den Besonderheiten des Museums zählen dampfbetriebene Loks, Krokodil-Lokomotiven und der Adler-Zug.

## Geschichte
Mit seiner Sammelleidenschaft schuf ein privater Sammler der Stadt den Grundstock für die umfangreiche Ausstellung und machte sie im Museum einem breiten Publikum zugänglich. In einer Vitrine ist das nachgestaltete Hobbyzimmer des Sammlers zu sehen.